# Grote Prijs van Stuttgart
De Women's Cycling Grand Prix Stuttgart & Region, ofwel de Grote Prijs van Stuttgart, is een eendaagse wedstrijd voor professionele wielrensters. Het heuvelachtige parkoers loopt van Tamm naar Stuttgart. De wedstrijd wordt vanaf 2023 verreden en doet sinds 2024 mee in de UCI Women's ProSeries.

## Geschiedenis
Stuttgart was finishplaats van de laatste etappe van de Ronde van Duitsland 2018 en 2022. In 2020 zouden stad en ommelanden de Duitse kampioenschappen wielrennen organiseren, maar deze werden verschoven naar 2021. Onderdeel van het programma waren toertochten voor liefhebbers, met de naam Brezel Race Stuttgart & Region. De Brezelrace werd een jaarlijks terugkerend wielerevenement, dat in 2023 werd uitgebreid met een wedstrijd voor vrouwelijke profrenners. De in 2022 gestopte Lisa Brennauer werd koersdirectrice. In 2024 promoveerde de Grote Prijs naar de UCI Women's ProSeries.
| Jaar | Eerste              | Tweede                | Derde              |
| ---- | ------------------- | --------------------- | ------------------ |
| 2023 | Elena Pirrone       | Kathrin Schweinberger | Linda Riedmann     |
| 2024 | Eleonora Gasparrini | Lieke Nooijen         | Mareille Meijering |

Sjabloon:Navigatie Grote Prijs van Stuttgart

Schwalbe Women's One Day Classic · 
Ronde van Valencia · 
Wielerweek van Valencia · 
GP Oetingen · 
Nokere Koerse · 
Dwars door Vlaanderen · 
Brabantse Pijl · 
Clásica Féminas de Navarra · 
Veenendaal-Veenendaal Classic · 
Ronde van Thüringen · 
GP Fourmies · 
Grote Prijs van Stuttgart · 
Ronde van Emilia · 
GP Ciudad de Eibar · 
Ronde van de Drie Valleien